# Li Xiaomei
Li Xiaomei (* 20. August 1987 in Dongguan, Provinz Guangdong) ist eine chinesische Ringerin. Sie gewann bei der Weltmeisterschaft 2007 in Baku eine Bronzemedaille und wurde 2009 in Pattaya Asienmeisterin, jeweils in der Gewichtsklasse bis 48 kg Körpergewicht.

## Werdegang
Li Xiaomei begann im Jahre 2000 mit dem Ringen. Sie gehört dem Ringerclub Guangdong an und wird von Xu Kuiyuan trainiert. Die 1,58 Meter große Athletin startet in der leichtesten Gewichtsklasse des Damenringens, der Gewichtsklasse bis 48 kg Körpergewicht.
Ihren ersten Einsatz bei einer internationalen Meisterschaft hatte sie als Siebzehnjährige im Jahre 2004. Dabei belegte sie bei der Asienmeisterschaft in Alma-Ata hinter Yuuri Funatsu aus Japan und Wu Li-Chuan aus Taiwan den 3. Platz. Im Jahre 2006 startete sie bei den Asien-Spielen in Doha und kam dabei hinter Chiharu Ichō aus Japan und Kim Hyung-joo aus Südkorea wieder auf den 3. Platz. Schließlich belegte sie den gleichen Platz auch noch bei den Asienmeisterschaften 2007 in Bischkek. Hier platzierten sich Tsogtbadsaryn Enchdschargal aus der Mongolei und Sunisa Klahan aus Thailand vor ihr.
Im Jahre 2007 startete sie auch bei der Weltmeisterschaft in Baku. Sie kam dort zu Siegen über Wasilla Rawafy, Tunesien, Wu Li-Chuan und Vanessa Boubryemm aus Frankreich. Dann verlor sie im Halbfinale gegen Chiharu Ichō und holte sich danach mit einem Sieg über Stephanie Murata aus den Vereinigten Staaten noch eine WM-Bronzemedaille. Mit diesem Erfolg qualifizierte sie sich auch schon für die Teilnahme an den Olympischen Spielen in Peking. In Peking hatte sie dann ausgesprochenes Lospech, denn sie traf dort auf die amtierende Weltmeisterin Chiharu Ichō, der sie einen harten Kampf lieferte und nur mit 1:2 Runden und 1:2 Punkten unterlag. Anschließend musste sie gegen die Olympiasiegerin von 2004 und mehrfache Weltmeisterin Irina Melnik-Merleni aus der Ukraine antreten, gegen die sie ebenfalls eine Runde gewann, schließlich aber mit 1:2 Runden und 1:8 Punkten unterlag. Sie kam damit nur auf den 13. Rang.
Ihren letzten Einsatz bei einer internationalen Meisterschaft absolvierte Li Xiaomei bei der Asienmeisterschaft 2009 inn Pattaya. Dort holte sie sich den Titel vor Juldiz Eschinowa aus Kasachstan.
In den Jahren 2010 und 2011 war sie noch bei den Welt-Cups in Nanjing und Liévin sowie beim Großen Preis von Tourcoing am Start.

## Internationale Erfolge
| Jahr | Platz | Wettbewerb                       | Gewichtsklasse | Ergebnisse |
| 2004 | 3.    | Asienmeisterschaft in Alma-Ata   | bis 48 kg      | hinter Yuuri Funatsu, Japan und Wu Li-Chuan, Taiwan |
| 2006 | 3.    | Asien-Spiele in Doha             | bis 48 kg      | hinter Chiharu Ichō, Japan und Kim Hyung-joo, Südkorea |
| 2007 | 4.    | Welt-Cup in Krasnojarsk          | bis 51 kg      | hinter Patricia Miranda, USA, Samira Rachmanowa, Russland und Ninako Hattori, Japan                                                                                     |
| 2007 | 3.    | Asienmeisterschaften in Bischkek | bis 48 kg      | hinter Tsogtbadsaryn Enchdschargal, Mongolei und Sunisa Klahan, Thailand                                                                                                |
| 2007 | 3.    | WM in Baku                       | bis 48 kg      | nach Siegen über Wasilla Rawafy, Tunesien, Wu Li-Chuan und Vanessa Boubryemm, Frankreich, einer Niederlage gegen Chiharu Ichō und einem Sieg über Stephanie Murata, USA |
| 2008 | 13.   | OS in Peking                     | bis 48 kg      | nach Niederlagen gegen Chiharu Ichō und Irina Melnik-Merleni, Ukraine                                                                                                   |
| 2009 | 1.    | Asienmeisterschaft in Pattaya    | bis 48 kg      | vor Jildiz Eschimowa, Kasachstan, Nguyen Thi Lua, Vietnam und Makiko Sakamoto, Japan                                                                                    |
| 2010 | 7.    | Welt-Cup in Nanjing              | bis 48 kg      | Siegerin: Tsogtbadsaryn Enchdschargal vor Zhao Sasha, China |
| 2011 | 3.    | Grand-Prix von Tourcoing         | bis 48 kg      | hinter Iwona Matkowska, Polen und Clarissa Chun, USA |
| 2011 | 3.    | Welt-Cup in Liévin               | bis 48 kg      | hinter Jildiz Eschinowa und Hitomi Sakamoto, Japan |

## Erläuterungen
- alle Wettkämpfe im freien Stil
- OS = Olympische Spiele, WM = Weltmeisterschaft